# Benthamiella chubutensis
Benthamiella chubutensis ist eine Pflanzenart aus der Gattung Benthamiella in der Familie der Nachtschattengewächse (Solanaceae).

## Beschreibung
Benthamiella chubutensis ist ein Chamaephyt, dessen Laubblätter 6 bis 13 (selten nur 5) mm lang und etwa 1,5 mm breit werden. Die Basis der Blätter ist verbreitert, der Rand des basalen Bereiches ist mit einfachen oder verzweigten Trichomen behaart. Der Blütenkelch ist röhrenförmig, wird 5 bis 7 mm lang und ist an der Außenseite sowie am Rand behaart. Die Krone ist 11 bis 13 mm lang, röhrenförmig und ist auf der Außenseite, vor allem im oberen Bereich, mit drüsigen Trichomen besetzt. Die fünf Staubblätter sind gleichgestaltig und stehen nicht über die Krone hinaus. Die Staubfäden sind an der Basis verbreitert und behaart, sie setzen im unteren Drittel der Kronröhre an. Der Fruchtknoten besitzt ein sichtbares Nektarium, der Griffel steht nicht über die Krone hinaus.

## Verbreitung
Die Art ist in Patagonien verbreitet und nur von einer einzigen Sammlung aus Chubut bekannt.

## Systematik und Botanische Geschichte
Die Art wurde 1948 von Alberto Soriano erstbeschrieben.